# Line Røddik Hansen
Line Røddik Hansen (Copenhaguen, 31 de gener de 1988) és una defensa de futbol femení que ha jugat al FC Barcelona i és internacional per Dinamarca. Ha estat subcampiona de la Lliga de Campions amb el Tyresö, i semifinalista de l'Eurocopa amb la selecció danesa.

## Trajectòria
| Any         | País              | Club              | P   | G  | Actualitzat |
| ----------- | ----------------- | ----------------- | --- | -- | ----------- |
|             | Dinamarca         | Skovlunde IF      |     |    |             |
| 2007 - 2009 | Dinamarca         | Brøndby IF        | 058 | 05 |             |
| 2010 - 2014 | Suècia            | Tyresö FF         | 085 | 08 |             |
| 2014 - 2015 | Suècia            | FC Rosengard      | 017 | 0  |             |
| 2016        | França            | Olympique de Lió  | 04  | 0  | 01/07/2016  |
| 2016 - 2018 | Espanya           | FC Barcelona      |     |    |             |
| 2018        | Països Baixos     | Ajax Amsterdam    |     |    |             |
|             |                   |                   |     |    |             |
| 2006 - act. | Selecció absoluta | Selecció absoluta | 113 | 13 | 09/07/2016  |

| Títols — Seleccions nacionals            |  |  |  |  |  |  |  |  |  |  |    |    |
|                                          |  |  |  |  |  |  |  |  |  |  |    |    |
| Títols — Clubs                           |  |  |  |  |  |  |  |  |  |  |    |    |
| 1 Lliga                                  |  |  |  |  |  |  |  |  |  |  |    |    |
| 1 Lliga                                  |  |  |  |  |  |  |  |  |  |  |    |    |
| 1 Lliga                                  |  |  |  |  |  |  |  |  |  |  |    |    |
| 1 Copa                                   |  |  |  |  |  |  |  |  |  |  |    |    |
| 2 Copa                                   |  |  |  |  |  |  |  |  |  |  | SÍ | SÍ |
| Reconeixements — Premis                  |  |  |  |  |  |  |  |  |  |  |    |    |
|                                          |  |  |  |  |  |  |  |  |  |  |    |    |
| Reconeixements — Seleccions de jugadores |  |  |  |  |  |  |  |  |  |  |    |    |
|                                          |  |  |  |  |  |  |  |  |  |  |    |    |